# Tout sur ma mère
Pour plus de détails, voir Fiche technique et Distribution.
Tout sur ma mère (espagnol: Todo sobre mi madre) est un film de comédie mélodramatique franco-espagnol écrit et réalisé par Pedro Almodóvar et produit par son frère Agustín Almodóvar, sorti en 1999.
Le film est présenté en « compétition officielle » au Festival de Cannes 1999. Le film a été très bien reçu par la critique et le public, et a gagné l'Oscar du meilleur film international.
Tout sur ma mère traite de questions complexes telles que le sida, la maternité, l'homosexualité et l'identité de genre, dans une perspective existentialiste.

## Synopsis
Pour les dix-sept ans de son fils unique Esteban (jeune écrivain avec qui elle vit seule), Manuela l'emmène au théâtre voir Huma Rojo, son actrice préférée, dans la pièce Un tramway nommé Désir. Mais la soirée vire au cauchemar : cherchant à obtenir un autographe de la vedette, Esteban est mortellement renversé par une voiture sous les yeux médusés de sa mère.
Infirmière à Madrid et coordinatrice des dons d'organes, Manuela accepte, malgré sa douleur, que le cœur de son enfant soit transplanté sur un inconnu, qu'elle observe furtivement. Elle se demande ensuite quel est le but de sa vie. Très vite, elle démissionne et part pour Barcelone, ville qu'elle avait quittée 17 ans plus tôt, enceinte et seule. Elle se donne alors deux objectifs : retrouver le père biologique d'Esteban, un prostitué travesti qui se fait appeler Lola, et obtenir l'autographe d'Huma qui joue sa pièce à Barcelone.
Manuela retourne donc sur l'ancien lieu de travail de Lola pour la retrouver, en vain. Elle y retrouve néanmoins Agrado, une amie trans et prostituée qu'elle sauve d'une situation délicate (tentative de viol). Celle-ci lui apprend que Lola était très déprimée depuis le départ inexpliqué de Manuela et qu'elle avait ensuite découvert qu'elle était atteinte du sida. Agrado l'avait hébergée pendant un temps jusqu'à ce que Lola lui vole tout ce qu'elle possédait de plus cher afin de s'enfuir.
Très vite, Manuela souhaite commencer une nouvelle vie à Barcelone, tout en continuant à chercher Lola. Agrado la conduit alors à la seule personne qui pouvait la renseigner, Rosa, une jeune religieuse qui est la dernière à avoir vu Lola. Apprenant que Manuela cherche du travail, Rosa propose cette dernière à sa mère comme garde-malade de son père qui est atteint de la maladie d'Alzheimer, mais l'ex-infirmière décline l'offre temporairement car elle souhaite d'abord retrouver Lola et Huma. Le soir même, Manuela décide d'assister à la pièce Un tramway nommé Désir. Se rendant dans les coulisses du théâtre avant la représentation, Manuela rend service à Huma Rojo, dont la partenaire de scène Nina, avec qui elle vit aussi une relation amoureuse compliquée, est alors absente pour ses problèmes de santé liés à sa consommation d'héroïne. Ayant déjà joué le rôle de Stella lorsqu'elle était plus jeune, Manuela remplace Nina au pied levé sur scène, avec succès. Elle avoue ensuite à Huma et Nina les raisons de sa venue, et Huma se souvient de ce jeune garçon et de son carnet d'autographe, penché sur la vitre de la voiture, alors qu'elle se disputait avec Nina, qui voulait aller se fournir en héroïne. Huma lui rédige alors un autographe posthume pour Esteban. Très vite, un lien s'installe entre les deux femmes qui se voient désormais comme des amies.
Rosa découvre qu'elle est enceinte de Lola. Elle se réfugie alors chez Manuela, puis elle apprend après avoir effectué un test VIH, qu'elle est séropositive à son tour et qu'elle doit rester au repos durant sa grossesse. Elle s'inquiète alors pour la santé de l'enfant qu'elle porte. En se rendant en voiture à l'hôpital avec Manuela pour accoucher, Rosa, ayant un mauvais pressentiment, émet le souhait de voir la place du Duc de Medinaceli où elle jouait quand elle n'était alors qu'une enfant, au bas de l'immeuble où vivent ses parents. Là, elle voit par hasard son chien Sapic, qui vient vers elle et lui fait fête ; accompagnant le chien,  son père la salue gentiment mais ne la reconnaît pas. Sa mère, quant à elle, viendra plus tard à l'hôpital. À la suite de complications lors de l'accouchement, Rosa meurt peu après avoir annoncé à Manuela vouloir appeler son fils Esteban. Malheureusement, Rosa a transmis le VIH durant son accouchement à son fils le petit Esteban. Aux obsèques de Rosa, Manuela retrouve enfin Lola (Toni Cantó) et lui apprend qu'il/elle a deux fils. Lola comprend alors que Manuela avait quitté Barcelone avec son fils 17 ans plus tôt. Or il reste à Lola moins d'un an à vivre à cause de l'avancée de sa maladie... De ce fait Lola exprime le souhait de connaître le petit Esteban avant de mourir. Alors Manuela le lui présente. La grand-mère du petit Esteban a peur de son petit-fils et de sa maladie. Aussi, Manuela décide de repartir pour Madrid avec le jeune Esteban et de l'élever comme son propre  fils. Avant de partir, elle envoie des fleurs à Agrado et Huma, qui est en train de répéter une scène, dans une nouvelle pièce, Noces de sangs, en hommage à Federico García Lorca, sur la douleur d'une mère pour la perte de son fils, qui a été tué. Plus tard, Manuela revient à Barcelone avec Esteban : celui-ci est désormais guéri, redevenu séronégatif sans que la médecine n'arrive encore à l'expliquer. Les relations avec la grand-mère d'Esteban se sont améliorées, Esteban et sa mère adoptive vont donc revoir les grands-parents du petit. D'abord Manuela retrouve ses amies Huma et Agrado avec émotion ; celles-ci lui apprennent la mort de Lola. Huma doit écourter les retrouvailles car il est l'heure pour elle de monter sur scène, déterminée et magistrale...

## Fiche technique
- Titre : Tout sur ma mère
- Titre original : Todo sobre mi madre
- Réalisateur : Pedro Almodóvar
- Scénario : Pedro Almodóvar
- Musique : Alberto Iglesias
- Photographie : Affonso Beato
- Décors : Federico García Cambero
- Costume : Sabine Daigeler et José María De Cossío
- Montage : José Salcedo
- Production : Esther García et Agustín Almodóvar
- Sociétés de production : Renn Productions, El Deseo S.A, France 2 Cinéma
- Pays d'origine :  Espagne et  France
- Langue originale : espagnol
- Format : couleurs - 2,35:1 - 35 mm - Dolby Digital
- Genre : drame
- Durée : 104 minutes
- Dates de sortie :
  - Espagne : 8 avril 1999 (première) ; 16 avril 1999 (sortie nationale)
  - France : 15 mai 1999 (Festival de Cannes) ; 19 mai 1999 (sortie nationale)
  - Belgique : 16 juin 1999

## Distribution
- Cecilia Roth (V.F. : Joëlle Brover) : Manuela Echevarria
- Marisa Paredes (V.F. : Évelyn Séléna) : Huma Rojo
- Candela Peña (V.F. : Marie-Laure Dougnac) : Nina Cruz
- Antonia San Juan (V.F. : Catherine Sola) : Agrado
- Penélope Cruz (V.F. : Barbara Delsol) : Rosa
- Rosa Maria Sardà (V.F. : Michèle Bardollet) : La mère de Rosa
- Fernando Fernán Gómez (V.F. : Marc Cassot) : Le père de Rosa
- Eloy Azorín : Esteban Echevarria
- Toni Cantó : Lola

## Bande originale
Chansons par ordre d'apparition dans le film :
| Titres                                    |
| ----------------------------------------- |
| 1. Soy Manuela                            |
| 2. No me gusta que escribas sobre mi      |
| 3. All about Eve                          |
| 4. Gorrión                                |
| 5. Le faltaba la mitad                    |
| 6. La mecánica del transplante            |
| 7. Tras el corazón de mi hijo             |
| 8. Tajabone                               |
| 9. Todo sobre mi madre                    |
| 10. Igualita que Eva Harrington           |
| 11. Dedicatoria                           |
| 12. ¿Qué edad tiene usted?                |
| 13. Coral para mi pequeño y lejano pueblo |
| 14. Ensayo de un teatro desocupado        |
| 15. Otra vez huyendo y sin despedirme     |

## Distinctions

### Récompenses
- Festival de Cannes 1999 : Prix de la mise en scène pour Pedro Almodóvar

- Prix du cinéma européen 1999 : People's Choice Award du meilleur film européen
- César 2000 : meilleur film étranger
- Prix Goya 2000 :
  - Meilleur film
  - Meilleur réalisateur pour Pedro Almodovar
  - meilleure actrice pour Cecilia Roth
- Oscars 2000 : meilleur film en langue étrangère
- British Independent Film Award du meilleur film étranger en langue étrangère

## Autour du film
Almodóvar a dédié Tout sur ma mère à Bette Davis, Gena Rowlands, Romy Schneider et sa propre mère, Francisca Caballero (1916-1999).
Le titre du film est une référence à Ève (All About Eve en version originale, soit « Tout sur Ève ») de Joseph L. Mankiewicz.
La scène de l'accident est une référence directe au film Opening Night de John Cassavetes. Pedro Almodóvar y reprend, à dessein, la scénographie de l'accident : Sortie du théâtre après la représentation, scène de nuit sous une pluie battante, admirateur/admiratrice d'une actrice adulée, accident mortel pour l'admirateur/admiratrice, réactions des témoins. Une citation de cette référence apparait au générique de fin de Tout sur ma mère.
Chose extrêmement rare, l'un des personnages trans de l'histoire (en l'occurrence Agrado) a été incarné par une femme, alors que d'habitude dans le cas d'un personnage féminin trans, un acteur masculin est choisi[réf. souhaitée].
De nombreuses scènes ont popularisé des lieux barcelonais, comme le cimetière de Montjuïc et l'Hôpital de la Mer, situé dans le quartier de la Barceloneta.